# Trnava u Třebíče
Trnava (deutsch Tirnau, früher Trnawa) ist eine Gemeinde in Tschechien. Sie liegt sechs Kilometer nordöstlich von Třebíč und gehört zum Okres Třebíč.

## Geographie
Trnava befindet sich in der Talmulde des Baches Klapovský potok im Krischanauer Bergland (Křižanovská vrchovina) im Süden der Böhmisch-Mährischen Höhe auf dem Gebiet des Naturparks Třebíčsko. Nördlich des Dorfes erhebt sich der Hügel Ostrá hora (495 m), westlich die Kopaniny (520 m). Im Norden befinden sich die drei Teiche Podlipský rybník, Velký Bor und Maly Bor.
Nachbarorte sind Přeckov und Rudíkov im Norden, Obora, Nový Dvůr und Nárameč im Nordosten, Valdíkov im Osten, Hostákov im Südosten, Ptáčov im Süden, Pocoucov im Südwesten, Budíkovice im Westen sowie Věstoňovice im Nordwesten.

## Geschichte
Die erste schriftliche Erwähnung von Trnava erfolgte im Jahre 1101.
1785 wurde die Pfarrei eingerichtet. 1808 entstand eine Dorfschule. Nach der Aufhebung der Patrimonialherrschaften bildete Trnava / Trnawa ab 1850 eine politische Gemeinde im Bezirk Třebíč. Im Jahre 1872 wurde in Trnava ein größerer Münzfund von österreichischen Denaren aus dem 14. und 15. Jahrhundert gemacht. 1885 wurde ein neues Schulhaus für eine zweiklassige Schule eingeweiht. Die Freiwillige Feuerwehr Trnava wurde 1904 gegründet. Zwischen 1972 und 1974 wurde das Kulturhaus erbaut. Dabei kam es zu einem weiteren Münzfund mit Silbergroschen aus der Zeit Wenzels IV. Seit 2004 führt Trnava ein Wappen und Banner.

## Gemeindegliederung
Für die Gemeinde Trnava sind keine Ortsteile ausgewiesen.

## Sehenswürdigkeiten
- Kirche St. Peter und Paul, errichtet 1618 als evangelisches Bethaus zum Hl. Geist. 1620 wurde sie nach ihrer Fertigstellung den Katholiken übergeben, die sie 1665 zur Kirche erweiterten. 1785 erfolgte ein Umbau im klassizistischen Stil und die Kirche wurde den Aposteln Petrus und Paulus geweiht.
- Naturdenkmal Kobylinec, östlich des Dorfes, auf dem 0,44 ha großen Schutzgebiet besteht eine reichhaltige Population der Großen Kuhschelle
- Marterl an der Straße nach Rudíkov beim Teich Velký Bor
- Statue des hl. Florian, geweiht 2004 zum einhundertjährigen Jubiläum der Freiwilligen Feuerwehr

## Söhne und Töchter der Gemeinde
- Václav Lysák (1895–1942), der tschechoslowakische Brigadegeneral wurde am 4. Juli 1942 in Berlin-Plötzensee hingerichtet